# Shawn Bunch
Shawn Bunch (ur. 9 marca 1983) – amerykański zapaśnik w stylu wolnym. Zajął 28 miejsce w mistrzostwach świata z 2008. Złoto na mistrzostwach panamerykańskich w 2007 roku. Czwarty w Pucharze Świata w 2010. Zawodnik Edinboro University of Pennsylvania. W walkach MMA występuje od 2010 roku. Dwie wygrane i jedna przegrana.
Zawodnik Leavenworth High School z Leavenworth i Edinboro University. Dwa razy All-American (2005, 2006) w NCAA Division I, drugi w 2005; trzeci w 2006 roku.